# ランダ・ヘインズ
ランダ・ヘインズ（Randa Haines, 1945年2月20日 - ）はアメリカ合衆国ロサンゼルス出身の映画監督・映画プロデューサー。テレビシリーズの監督も手がけている。1986年のドラマ映画『愛は静けさの中に』で、主演のマーリー・マトリンにアカデミー主演女優賞をもたらした。

## フィルモグラフィ
- 愛は静けさの中に Children of a Lesser God (1986) 監督
- ドクター The Doctor (1991) 監督
- 潮風とベーコンサンドとヘミングウェイ Wrestling Ernest Hemingway (1993) 監督
- ファミリー/再会のとき A Family Thing (1996) 製作
- ダンス・ウィズ・ミー Dance with Me (1998) 監督・製作